# Törökország a 2012. évi nyári olimpiai játékokon
Törökország a nagy-britanniai Londonban megrendezett 2012. évi nyári olimpiai játékok egyik részt vevő nemzete volt. Az országot az olimpián 16 sportágban 112 sportoló képviselte, akik összesen 3 érmet szereztek.

## Érmesek
| Érem  | Versenyző      | Sportág   | Versenyszám               |
| ----- | -------------- | --------- | ------------------------- |
| Arany | Servet Tazegül | Taekwondo | Férfi pehelysúly          |
| Ezüst | Nur Tatar      | Taekwondo | Női váltósúlyú            |
| Bronz | Rıza Kayaalp   | Birkózás  | Férfi kötöttfogás, 120 kg |

## Asztalitenisz
Férfi
| Versenyző | Versenyszám | Selejtező         | 64-es főtábla     | 48-as főtábla                                               | 32-es főtábla                             | Nyolcaddöntő      | Negyeddöntő       | Elődöntő          | Döntő             | Helyezés |
| Versenyző | Versenyszám | Ellenfél Eredmény | Ellenfél Eredmény | Ellenfél Eredmény                                           | Ellenfél Eredmény                         | Ellenfél Eredmény | Ellenfél Eredmény | Ellenfél Eredmény | Ellenfél Eredmény | Helyezés |
| --------- | ----------- | ----------------- | ----------------- | ----------------------------------------------------------- | ----------------------------------------- | ----------------- | ----------------- | ----------------- | ----------------- | -------- |
| Bora Vang | Egyes       | erőnyerő          | erőnyerő          | Quadri Aruna (NGR) · 6–11, 10–12, 12–10, 11–2, 12–10, 12–10 | Zhang Jike (CHN) · 8–11, 8–11, 5–11, 7–11 | kiesett           | kiesett           | kiesett           | kiesett           | 17.      |

Női
| Versenyző | Versenyszám | Selejtező         | 64-es főtábla                                                | 48-as főtábla     | 32-es főtábla     | Nyolcaddöntő      | Negyeddöntő       | Elődöntő          | Döntő             | Helyezés |
| Versenyző | Versenyszám | Ellenfél Eredmény | Ellenfél Eredmény                                            | Ellenfél Eredmény | Ellenfél Eredmény | Ellenfél Eredmény | Ellenfél Eredmény | Ellenfél Eredmény | Ellenfél Eredmény | Helyezés |
| --------- | ----------- | ----------------- | ------------------------------------------------------------ | ----------------- | ----------------- | ----------------- | ----------------- | ----------------- | ----------------- | -------- |
| Melek Hu  | Egyes       | erőnyerő          | Mo Zhang (CAN) · 11–8, 11–9, 10–12, 11–9, 4–11, 11–13, 14–16 | kiesett           | kiesett           | kiesett           | kiesett           | kiesett           | kiesett           | 49.      |

## Atlétika
Férfi
| Versenyző           | Versenyszám    | Előfutam | Előfutam | Előfutam | Elődöntő | Elődöntő | Elődöntő | Döntő    | Döntő    |
| Versenyző           | Versenyszám    | Idő      | Hely.    | Össz.    | Idő      | Hely.    | Össz.    | Idő      | Helyezés |
| ------------------- | -------------- | -------- | -------- | -------- | -------- | -------- | -------- | -------- | -------- |
| İlham Tanui Özbilen | 1500 m         | 3:39,70  | 3.       | 14.      | 3:35,18  | 6.       | 6.       | 3:36,72  | 8.       |
| Polat Kemboi Arıkan | 5000 m         | 13:27,21 | 13.      | 19.      |          |          |          | kiesett  | kiesett  |
| Polat Kemboi Arıkan | 10 000 m       |          |          |          |          |          |          | 27:38,81 | 9.       |
| Bekir Karayel       | Maraton        |          |          |          |          |          |          | 2:29:38  | 76.      |
| Tarık Langat Akdağ  | 3000 m akadály | 8:17,85  | 4.       | 4.       |          |          |          | 8:27,64  | 9.       |

| Versenyző           | Versenyszám   | Selejtező | Selejtező | Döntő    | Döntő    |
| Versenyző           | Versenyszám   | Eredmény  | Helyezés  | Eredmény | Helyezés |
| ------------------- | ------------- | --------- | --------- | -------- | -------- |
| Huseyin Atici       | Súlylökés     | 19,74 m   | 20.       | kiesett  | kiesett  |
| Ercüment Olgundeniz | Diszkoszvetés | 60,87 m   | 23.       | kiesett  | kiesett  |
| Eşref Apak          | Kalapácsvetés | 73,47 m   | 17.       | kiesett  | kiesett  |
| Fatih Avan          | Gerelyhajítás | 78,87 m   | 20.       | kiesett  | kiesett  |

Női
| Nimet Karakuş                                         | 100 m           | kiemelt | kiemelt | kiemelt | 11,62    | 6.       | 45.      | kiesett  | kiesett  | kiesett  | kiesett  | kiesett  |          |          |          |          |          |          |
| Pınar Saka                                            | 400 m           |         |         |         | 52,38    | 4.       | 25.      | kiesett  | kiesett  | kiesett  | kiesett  | kiesett  |          |          |          |          |          |          |
| Merve Aydin                                           | 800 m           |         |         |         | 3:24,35  | 7.       | 40.      | kiesett  | kiesett  | kiesett  | kiesett  | kiesett  |          |          |          |          |          |          |
| Aslı Çakır                                            | 1500 m          |         |         |         | kizárták | kizárták | kizárták | kizárták | kizárták | kizárták | kizárták | kizárták |          |          |          |          |          |          |
| Gamze Bulut                                           | 1500 m          |         |         |         | 4:06,69  | 1.       | 8.       | 4:01,18  | 2.       | 2.       | kizárták | kizárták | kizárták | kizárták | kizárták | kizárták | kizárták | kizárták |
| Tuğba Karakaya                                        | 1500 m          |         |         |         | 4:29,21  | 15.      | 43.      | kiesett  | kiesett  | kiesett  | kiesett  | kiesett  |          |          |          |          |          |          |
| Dudu Karakaya                                         | 5000 m          |         |         |         | 15:28,32 | 14.      | 29.      |          |          |          | kiesett  | kiesett  |          |          |          |          |          |          |
| Bahar Doğan                                           | Maraton         |         |         |         |          |          |          |          |          |          | 2:36:35  | 63.      |          |          |          |          |          |          |
| Sultan Haydar                                         | Maraton         |         |         |         |          |          |          |          |          |          | 2:38:26  | 72.      |          |          |          |          |          |          |
| Ümmü Kiraz                                            | Maraton         |         |         |         |          |          |          |          |          |          | 2:43:07  | 89.      |          |          |          |          |          |          |
| Nevin Yanıt                                           | 100 m gát       |         |         |         | 12,70    | 1.       | 4.       | 12,58    | 2.       | 4.       | 12,58    | 5.       |          |          |          |          |          |          |
| Nagihan Karadere                                      | 400 m gát       |         |         |         | kizárták | kizárták | kizárták | kiesett  | kiesett  | kiesett  | kiesett  | kiesett  |          |          |          |          |          |          |
| Gülcan Mıngır                                         | 3000 m akadály  |         |         |         | kizárták | kizárták | kizárták |          |          |          | kiesett  | kiesett  |          |          |          |          |          |          |
| Özlem Kaya                                            | 3000 m akadály  |         |         |         | 10:03,52 | 13.      | 40.      |          |          |          | kiesett  | kiesett  |          |          |          |          |          |          |
| Binnaz Uslu                                           | 3000 m akadály  |         |         |         | 10:31,00 | 15.      | 44.      |          |          |          | kiesett  | kiesett  |          |          |          |          |          |          |
| Pınar Saka Meliz Redif Birsen Engin Sema Aydemir-Apak | 4 × 400 m váltó |         |         |         | 3:34,71  | 8.       | 16.      |          |          |          | kiesett  | kiesett  |          |          |          |          |          |          |
| Semiha Mutlu                                          | 20 km gyaloglás |         |         |         |          |          |          |          |          |          | 1:35:33  | 47.      |          |          |          |          |          |          |

A 3000 méteres akadályfutás selejtezőjében kiesett (9:47,35) Gülcan Mıngır dopping mintájának 2020-as újraellenőrzésekor turabinol használatát mutatták ki. Ezért Mıngırt utólag kizárták a versenyből.
| Versenyző       | Versenyszám   | Selejtező | Selejtező | Döntő      | Döntő    |
| Versenyző       | Versenyszám   | Eredmény  | Helyezés  | Eredmény   | Helyezés |
| --------------- | ------------- | --------- | --------- | ---------- | -------- |
| Burcu Ayhan     | Magasugrás    | 193 cm    | 9.        | 189 cm     | 12.      |
| Karin Melis Mey | Távolugrás    | 680 cm    | 3.        | nem indult | 12.      |
| Kıvılcım Kaya   | Kalapácsvetés | 69,50 m   | 15.       | kiesett    | kiesett  |
| Tuğçe Şahutoğlu | Kalapácsvetés | 67,58 m   | 24.       | kiesett    | kiesett  |

## Birkózás

### Férfi
Kötöttfogású
| Versenyző     | Versenyszám | Selejtező                          | Nyolcaddöntő                           | Negyeddöntő                    | Elődöntő                      | Vigaszág első kör | Vigaszág elődöntő                  | Bronz- mérkőzés                    | Döntő             | Helyezés |
| Versenyző     | Versenyszám | Ellenfél Eredmény                  | Ellenfél Eredmény                      | Ellenfél Eredmény              | Ellenfél Eredmény             | Ellenfél Eredmény | Ellenfél Eredmény                  | Ellenfél Eredmény                  | Ellenfél Eredmény | Helyezés |
| ------------- | ----------- | ---------------------------------- | -------------------------------------- | ------------------------------ | ----------------------------- | ----------------- | ---------------------------------- | ---------------------------------- | ----------------- | -------- |
| Ayhan Karakuş | 55 kg       | erőnyerő                           | Gustavo Balart (CUB) · 0–3, 0–1        | kiesett                        | kiesett                       |                   |                                    |                                    |                   | 16.      |
| Rahman Bilici | 60 kg       | erőnyerő                           | Macumoto Rjútaró (JPN) · 0–1, 0–5      | kiesett                        | kiesett                       |                   |                                    |                                    |                   | 17.      |
| Atakan Yüksel | 66 kg       | erőnyerő                           | Saeid Abdevali (IRI) · 0–1, 0–3        | kiesett                        | kiesett                       |                   |                                    |                                    |                   | 18.      |
| Selçuk Çebi   | 74 kg       | erőnyerő                           | Robert Rosengren (SWE) · 0–1, 1–0, 0–1 | kiesett                        | kiesett                       |                   |                                    |                                    |                   | 13.      |
| Nazmi Avluca  | 84 kg       | Damian Janikowski (POL) · 0–2, 0–1 | kiesett                                | kiesett                        | kiesett                       |                   |                                    |                                    |                   | 15.      |
| Cenk İldem    | 96 kg       | erőnyerő                           | Ghasem Rezaei (IRI) · 2–0, 0–1, 0–2    |                                |                               |                   | Artur Alekszanján (ARM) · 0–1, 0–2 | kiesett                            |                   | 11.      |
| Rıza Kayaalp  | 120 kg      | erőnyerő                           | Jevhen Orlov (UKR) · 3–0, 1–0          | Dremiel Byers (USA) · 1–0, 1–0 | Mijain Lopez (CUB) · 0–2, 0–1 |                   |                                    | Guram Pherselidze (GEO) · 1–0, 1–0 |                   |          |

Szabadfogású
| Versenyző         | Versenyszám | Selejtező                                  | Nyolcaddöntő                       | Negyeddöntő                              | Elődöntő          | Vigaszág első kör | Vigaszág elődöntő                  | Bronz- mérkőzés                          | Döntő             | Helyezés |
| Versenyző         | Versenyszám | Ellenfél Eredmény                          | Ellenfél Eredmény                  | Ellenfél Eredmény                        | Ellenfél Eredmény | Ellenfél Eredmény | Ellenfél Eredmény                  | Ellenfél Eredmény                        | Ellenfél Eredmény | Helyezés |
| ----------------- | ----------- | ------------------------------------------ | ---------------------------------- | ---------------------------------------- | ----------------- | ----------------- | ---------------------------------- | ---------------------------------------- | ----------------- | -------- |
| Ahmet Peker       | 55 kg       | erőnyerő                                   | David Tremblay (CAN) · 1–0, 1–1    | Daulet Nyijazbekov (KAZ) · 1–0, 0–1, 0–2 | kiesett           |                   |                                    |                                          |                   | 9.       |
| Ramazan Şahin     | 66 kg       | erőnyerő                                   | Szusíl Kumár (IND) · 2–0, 0–1, 0–1 |                                          |                   |                   | Ikhtiyor Navruzov (UZB) · 3–0, 3–1 | Akzsurek Tanatarov (KAZ) · 4–1, 1–3, 2–4 |                   | 5.       |
| İbrahim Bölükbaşı | 84 kg       | erőnyerő                                   | Şərif Şərifov (AZE) · 1–3, 3–5     |                                          |                   |                   | Jake Herbert (USA) · 1–0, 1–4, 5–4 | Ehsan Lashgari (IRI) · 2–3, 0–3          |                   | 5.       |
| Serhat Balcı      | 96 kg       | Magomed Muszajev (KGZ) · 1–0, 0–1, 0–2     | kiesett                            | kiesett                                  | kiesett           |                   |                                    |                                          |                   | 16.      |
| Taha Akgül        | 120 kg      | Olekszandr Hocjanyivszkij (UKR) · 1–0, 2–0 | Biljal Mahov (RUS) · 0–1, 0–3      | kiesett                                  | kiesett           |                   |                                    |                                          |                   | 9.       |

### Női
Szabadfogású
| Versenyző            | Versenyszám | Selejtező                                 | Nyolcaddöntő      | Negyeddöntő       | Elődöntő          | Vigaszág első kör | Vigaszág elődöntő | Bronz- mérkőzés   | Döntő             | Helyezés |
| Versenyző            | Versenyszám | Ellenfél Eredmény                         | Ellenfél Eredmény | Ellenfél Eredmény | Ellenfél Eredmény | Ellenfél Eredmény | Ellenfél Eredmény | Ellenfél Eredmény | Ellenfél Eredmény | Helyezés |
| -------------------- | ----------- | ----------------------------------------- | ----------------- | ----------------- | ----------------- | ----------------- | ----------------- | ----------------- | ----------------- | -------- |
| Elif Jale Yeşilırmak | 63 kg       | Martine Dugrenier (CAN) · 1–5 (kétvállas) | kiesett           | kiesett           | kiesett           |                   |                   |                   |                   | 16.      |

## Cselgáncs
Férfi
| Versenyző    | Versenyszám | Selejtező         | 32-es főtábla                           | Nyolcaddöntő      | Negyeddöntő       | Elődöntő          | Vigaszág elődöntő | Bronz- mérkőzés   | Döntő             | Helyezés |
| Versenyző    | Versenyszám | Ellenfél Eredmény | Ellenfél Eredmény                       | Ellenfél Eredmény | Ellenfél Eredmény | Ellenfél Eredmény | Ellenfél Eredmény | Ellenfél Eredmény | Ellenfél Eredmény | Helyezés |
| ------------ | ----------- | ----------------- | --------------------------------------- | ----------------- | ----------------- | ----------------- | ----------------- | ----------------- | ----------------- | -------- |
| Sezer Huysuz | Könnyűsúly  | erőnyerő          | Soso Palelashvili (ISR) · 000(0)–010(1) | kiesett           | kiesett           | kiesett           |                   |                   |                   | 17.      |

Női
| Versenyző       | Versenyszám | Selejtező         | Nyolcaddöntő                            | Negyeddöntő       | Elődöntő          | Vigaszág elődöntő | Bronz- mérkőzés   | Döntő             | Helyezés |
| Versenyző       | Versenyszám | Ellenfél Eredmény | Ellenfél Eredmény                       | Ellenfél Eredmény | Ellenfél Eredmény | Ellenfél Eredmény | Ellenfél Eredmény | Ellenfél Eredmény | Helyezés |
| --------------- | ----------- | ----------------- | --------------------------------------- | ----------------- | ----------------- | ----------------- | ----------------- | ----------------- | -------- |
| Gülşah Kocatürk | Nehézsúly   | erőnyerő          | Irina Kindzerszka (UKR) · 000(2)–103(0) | kiesett           | kiesett           |                   |                   |                   | 9.       |

## Íjászat
Női
| Versenyző       | Versenyszám | Selejtező | Selejtező | 64-es főtábla                  | 32-es főtábla     | Nyolcaddöntő      | Negyeddöntő       | Elődöntő          | Döntő             | Helyezés |
| Versenyző       | Versenyszám | Pont      | Kiemelt   | Ellenfél Eredmény              | Ellenfél Eredmény | Ellenfél Eredmény | Ellenfél Eredmény | Ellenfél Eredmény | Ellenfél Eredmény | Helyezés |
| --------------- | ----------- | --------- | --------- | ------------------------------ | ----------------- | ----------------- | ----------------- | ----------------- | ----------------- | -------- |
| Begül Löklüoğlu | Egyéni      | 648       | 26.       | Le Chien-Ying (TPE) (39) · 0–6 | kiesett           | kiesett           | kiesett           | kiesett           | kiesett           | 33.      |

## Kerékpározás

### Országúti kerékpározás
Férfi
| Versenyző      | Versenyszám   | Idő                 | Helyezés      |
| -------------- | ------------- | ------------------- | ------------- |
| Miraç Kal      | Mezőnyverseny | nem ért célba       | nem ért célba |
| Kemal Küçükbay | Mezőnyverseny | nem ért célba       | nem ért célba |
| Ahmet Akdilek  | Mezőnyverseny | 6:07:43 (+21:46)    | 112.          |
| Ahmet Akdilek  | Időfutam      | 59:11,19 (+8:31,65) | 37.           |

## Kosárlabda

### Női
| Török női kosárlabdacsapat-játékoskeret                                                                            | Török női kosárlabdacsapat-játékoskeret                                                                 |
| --- | --- |
| - Tuğba Palazoğlu - Yasemin Begum Dalgalar - Birsel Vardarlı - Nilay Kartaltepe - Tuğçe Canıtez - Esmeral Tunçluer | - Işıl Alben - Nevriye Yılmaz - Quanitra Hollingsworth - Yasemin Horasan - Şaziye Ivegin - Bahar Çağlar |

#### Eredmények
Csoportkör
A csoport
| Csapat                 | M | Gy | V | P+  | P–  | Pk   | PA    | P  |
| ---------------------- | - | -- | - | --- | --- | ---- | ----- | -- |
| Egyesült Államok (USA) | 5 | 5  | 0 | 462 | 279 | +183 | 1,656 | 10 |
| Törökország (TUR)      | 5 | 4  | 1 | 343 | 316 | +27  | 1,085 | 9  |
| Kína (CHN)             | 5 | 3  | 2 | 346 | 363 | −17  | 0,953 | 8  |
| Csehország (CZE)       | 5 | 2  | 3 | 346 | 332 | +14  | 1,042 | 7  |
| Horvátország (CRO)     | 5 | 1  | 4 | 324 | 379 | −55  | 0,855 | 6  |
| Angola (ANG)           | 5 | 0  | 5 | 243 | 395 | −152 | 0,615 | 5  |

| 2012. július 28. 14:30 (15:30) | Törökország (TUR)                       | 72–50     | Angola (ANG)    | Basketball Arena, London Játékvezetők: Elena Chernova (RUS), Vitalis Gode (KEN), Fernando Sampietro (ARG) |
| 2012. július 28. 14:30 (15:30) | (21–8, 14–17, 23–14, 14–11) Jegyzőkönyv |           |                 | Basketball Arena, London Játékvezetők: Elena Chernova (RUS), Vitalis Gode (KEN), Fernando Sampietro (ARG) |
| 2012. július 28. 14:30 (15:30) | Palazoğlu 13                            | Pont      | Mauricio 11     | Basketball Arena, London Játékvezetők: Elena Chernova (RUS), Vitalis Gode (KEN), Fernando Sampietro (ARG) |
| 2012. július 28. 14:30 (15:30) | Çağlar 7                                | Lepattanó | Tomas, Manuel 5 | Basketball Arena, London Játékvezetők: Elena Chernova (RUS), Vitalis Gode (KEN), Fernando Sampietro (ARG) |
| 2012. július 28. 14:30 (15:30) | Vardarlı 5                              | Gólpassz  | Camufal 2       | Basketball Arena, London Játékvezetők: Elena Chernova (RUS), Vitalis Gode (KEN), Fernando Sampietro (ARG) |

| 2012. július 30. 11:15 (12:15) | Csehország (CZE)                        | 57–61     | Törökország (TUR) | Basketball Arena, London Játékvezetők: Pablo Estévez (ARG), Szuguro Sóko (JPN), Samir Abaakil (MAR) |
| 2012. július 30. 11:15 (12:15) | (8–13, 13–20, 18–12, 18–16) Jegyzőkönyv |           |                   | Basketball Arena, London Játékvezetők: Pablo Estévez (ARG), Szuguro Sóko (JPN), Samir Abaakil (MAR) |
| 2012. július 30. 11:15 (12:15) | Veselá 19                               | Pont      | három játékos 11  | Basketball Arena, London Játékvezetők: Pablo Estévez (ARG), Szuguro Sóko (JPN), Samir Abaakil (MAR) |
| 2012. július 30. 11:15 (12:15) | három játékos 6                         | Lepattanó | Yılmaz 13         | Basketball Arena, London Játékvezetők: Pablo Estévez (ARG), Szuguro Sóko (JPN), Samir Abaakil (MAR) |
| 2012. július 30. 11:15 (12:15) | Bartoňová, Elhotová 4                   | Gólpassz  | Vardarlı 4        | Basketball Arena, London Játékvezetők: Pablo Estévez (ARG), Szuguro Sóko (JPN), Samir Abaakil (MAR) |

| 2012. augusztus 1. 22:15 (23:15) | Egyesült Államok (USA)                   | 89–58     | Törökország (TUR)          | Basketball Arena, London Játékvezetők: Michael Aylen (AUS), Stephen Seibel (CAN), Peng Ling (CHN) |
| 2012. augusztus 1. 22:15 (23:15) | (19–16, 22–10, 22–21, 26–11) Jegyzőkönyv |           |                            | Basketball Arena, London Játékvezetők: Michael Aylen (AUS), Stephen Seibel (CAN), Peng Ling (CHN) |
| 2012. augusztus 1. 22:15 (23:15) | McCoughtry 18                            | Pont      | Vardarlı, Hollingsworth 11 | Basketball Arena, London Játékvezetők: Michael Aylen (AUS), Stephen Seibel (CAN), Peng Ling (CHN) |
| 2012. augusztus 1. 22:15 (23:15) | három játékos 7                          | Lepattanó | Hollingsworth 8            | Basketball Arena, London Játékvezetők: Michael Aylen (AUS), Stephen Seibel (CAN), Peng Ling (CHN) |
| 2012. augusztus 1. 22:15 (23:15) | Bird 4                                   | Gólpassz  | Vardarlı, Alben 3          | Basketball Arena, London Játékvezetők: Michael Aylen (AUS), Stephen Seibel (CAN), Peng Ling (CHN) |

| 2012. augusztus 3. 16:45 (17:45) | Törökország (TUR)                        | 82–55     | Kína (CHN)            | Basketball Arena, London Játékvezetők: Carl Jungebrand (FIN), Felicia Grinter (USA), Vaughan Mayberry (AUS) |
| 2012. augusztus 3. 16:45 (17:45) | (26-13, 13-14, 20-16, 23-12) Jegyzőkönyv |           |                       | Basketball Arena, London Játékvezetők: Carl Jungebrand (FIN), Felicia Grinter (USA), Vaughan Mayberry (AUS) |
| 2012. augusztus 3. 16:45 (17:45) | Yılmaz 16                                | Pont      | Ma Zengyu 7           | Basketball Arena, London Játékvezetők: Carl Jungebrand (FIN), Felicia Grinter (USA), Vaughan Mayberry (AUS) |
| 2012. augusztus 3. 16:45 (17:45) | Hollingsworth 11                         | Lepattanó | Ma Zengyu, Csen Nan 8 | Basketball Arena, London Játékvezetők: Carl Jungebrand (FIN), Felicia Grinter (USA), Vaughan Mayberry (AUS) |
| 2012. augusztus 3. 16:45 (17:45) | Alben 5                                  | Gólpassz  | Miao Li-csie 6        | Basketball Arena, London Játékvezetők: Carl Jungebrand (FIN), Felicia Grinter (USA), Vaughan Mayberry (AUS) |

| 2012. augusztus 5. 20:00 (21:00) | Horvátország (CRO)                      | 65–70     | Törökország (TUR)    | Basketball Arena, London Játékvezetők: Jorge Vázquez (PUR), Marcos Benito (BRA), Elena Chernova (RUS) |
| 2012. augusztus 5. 20:00 (21:00) | (24–18, 7–15, 13–25, 21–12) Jegyzőkönyv |           |                      | Basketball Arena, London Játékvezetők: Jorge Vázquez (PUR), Marcos Benito (BRA), Elena Chernova (RUS) |
| 2012. augusztus 5. 20:00 (21:00) | Lelas 14                                | Pont      | Hollingsworth 14     | Basketball Arena, London Játékvezetők: Jorge Vázquez (PUR), Marcos Benito (BRA), Elena Chernova (RUS) |
| 2012. augusztus 5. 20:00 (21:00) | Lelas, Mandir 6                         | Lepattanó | Yilmaz 9             | Basketball Arena, London Játékvezetők: Jorge Vázquez (PUR), Marcos Benito (BRA), Elena Chernova (RUS) |
| 2012. augusztus 5. 20:00 (21:00) | Lelas 5                                 | Gólpassz  | Tuncluer, Vardarli 5 | Basketball Arena, London Játékvezetők: Jorge Vázquez (PUR), Marcos Benito (BRA), Elena Chernova (RUS) |

Negyeddöntő
| 2012. augusztus 7. 20:00 (21:00) | Törökország (TUR)                        | 63–66     | Oroszország (RUS) | Basketball Arena, London Játékvezetők: José Carrion (PUR), William Kennedy (USA), Peng Ling (CHN) |
| 2012. augusztus 7. 20:00 (21:00) | (16–23, 12–11, 23–17, 12–15) Jegyzőkönyv |           |                   | Basketball Arena, London Játékvezetők: José Carrion (PUR), William Kennedy (USA), Peng Ling (CHN) |
| 2012. augusztus 7. 20:00 (21:00) | Hollingsworth 22                         | Pont      | Hammon 19         | Basketball Arena, London Játékvezetők: José Carrion (PUR), William Kennedy (USA), Peng Ling (CHN) |
| 2012. augusztus 7. 20:00 (21:00) | Alben 6                                  | Lepattanó | Petrakova 7       | Basketball Arena, London Játékvezetők: José Carrion (PUR), William Kennedy (USA), Peng Ling (CHN) |
| 2012. augusztus 7. 20:00 (21:00) | Vardarlı 6                               | Gólpassz  | Hammon 5          | Basketball Arena, London Játékvezetők: José Carrion (PUR), William Kennedy (USA), Peng Ling (CHN) |

| Csapat            | Helyezés |
| ----------------- | -------- |
| Törökország (TUR) | 5.       |

## Ökölvívás
Férfi
| Versenyző       | Versenyszám  | Selejtező                      | Nyolcaddöntő                      | Negyeddöntő                    | Elődöntő          | Döntő             | Helyezés |
| Versenyző       | Versenyszám  | Ellenfél Eredmény              | Ellenfél Eredmény                 | Ellenfél Eredmény              | Ellenfél Eredmény | Ellenfél Eredmény | Helyezés |
| --------------- | ------------ | ------------------------------ | --------------------------------- | ------------------------------ | ----------------- | ----------------- | -------- |
| Ferhat Pehlivan | Papírsúly    | Carlos Suárez (TRI) · 16–6     | Ramy El-Awadi (EGY) · 20–6        | David Ajrapetyan (RUS) · 11–19 | kiesett           | kiesett           | 5.       |
| Selçuk Eker     | Légsúly      | Chatchai Butdee (THA) · 10–24  | kiesett                           | kiesett                        | kiesett           | kiesett           | 17.      |
| Fatih Keleş     | Könnyűsúly   | Abd el-Káder Sádi (ALG) · 15–8 | Evaldas Petrauskas (LTU) · 12–16  | kiesett                        | kiesett           | kiesett           | 9.       |
| Yakup Şener     | Kisváltósúly | Serge Ambomo (CMR) · 19–10     | Oʻktamjon Raxmonov (UZB) · 8–16   | kiesett                        | kiesett           | kiesett           | 9.       |
| Adem Kılıçcı    | Középsúly    | Nursähet Pazzyýew (TKM) · 14–7 | Aleksandar Drenovak (SRB) · 20–11 | Murata Rjóta (JPN) · 13–17     | kiesett           | kiesett           | 5.       |
| Bahram Muzaffer | Félnehézsúly | erőnyerő                       | Ehsan Rouzbahani (IRI) · 12–18    | kiesett                        | kiesett           | kiesett           | 9.       |

## Röplabda

### Női
| Török női röplabdacsapat-játékoskeret                                                 | Török női röplabdacsapat-játékoskeret                                                              |
| ------------------------------------------------------------------------------------- | -------------------------------------------------------------------------------------------------- |
| - Naz Aydemir - Gözde Kırdar - Büşra Cansu - Esra Gümüş - Neriman Özsoy - Özge Kırdar | - Gizem Güreşen - Gülden Kayalar - Neslihan Darnel - Eda Erdem - Polen Uslupehlivan - Bahar Toksoy |

#### Eredmények
Csoportkör
B csoport
|                        |      | Mérkőzések | Mérkőzések | Szettek | Szettek | Szettek | Pontok | Pontok | Pontok |
| Csapat                 | Pont | Gy         | V          | Sz+     | Sz–     | SzA     | P+     | P–     | PA     |
| ---------------------- | ---- | ---------- | ---------- | ------- | ------- | ------- | ------ | ------ | ------ |
| Egyesült Államok (USA) | 15   | 5          | 0          | 12      | 2       | 6,000   | 349    | 285    | 1,225  |
| Kína (CHN)             | 9    | 3          | 2          | 11      | 10      | 1,100   | 363    | 356    | 1,020  |
| Dél-Korea (KOR)        | 8    | 2          | 3          | 11      | 10      | 1,100   | 344    | 340    | 1,012  |
| Brazília (BRA)         | 7    | 3          | 2          | 10      | 10      | 1,000   | 447    | 420    | 1,064  |
| Törökország (TUR)      | 6    | 2          | 3          | 9       | 8       | 1,125   | 374    | 366    | 1,022  |
| Szerbia (SRB)          | 0    | 0          | 5          | 2       | 15      | 0,133   | 297    | 407    | 0,730  |

| 2012. július 28. 22:00 (23:00) | Brazília (BRA)                                  | 3–2 | Törökország (TUR) | Earls Court Exhibition Centre, London Játékvezető: Andrej Zenovics (RUS), Mitchell Davidson (CAN) |
| 2012. július 28. 22:00 (23:00) | (25–18, 23–25, 25–19, 25–27, 15–12) Jegyzőkönyv |     |                   | Earls Court Exhibition Centre, London Játékvezető: Andrej Zenovics (RUS), Mitchell Davidson (CAN) |

| 2012. július 30. 9:30 (10:30) | Kína (CHN)                               | 3–1 | Törökország (TUR) | Earls Court Exhibition Centre, London Nézőszám: 10 500 Játékvezető: Frans Loderus (NED), Mohamed Shaaban (EGY) |
| 2012. július 30. 9:30 (10:30) | (25–20, 25–20, 29–31, 25–22) Jegyzőkönyv |     |                   | Earls Court Exhibition Centre, London Nézőszám: 10 500 Játékvezető: Frans Loderus (NED), Mohamed Shaaban (EGY) |

| 2012. augusztus 1. 14:45 (15:45) | Szerbia (SRB)                     | 0–3 | Törökország (TUR) | Earls Court Exhibition Centre, London Nézőszám: 11 500 Játékvezető: Susana Rodriguez (ESP), Simone Santi (ITA) |
| 2012. augusztus 1. 14:45 (15:45) | (20–25, 12–25, 21–25) Jegyzőkönyv |     |                   | Earls Court Exhibition Centre, London Nézőszám: 11 500 Játékvezető: Susana Rodriguez (ESP), Simone Santi (ITA) |

| 2012. augusztus 3. 14:45 (15:45) | Törökország (TUR)                               | 3–2 | Dél-Korea (KOR) | Earls Court Exhibition Centre, London Nézőszám: 13 500 Játékvezető: Simone Santi (ITA), Brian McDougall (GBR) |
| 2012. augusztus 3. 14:45 (15:45) | (25–16, 21–25, 25–18, 19–25, 15–12) Jegyzőkönyv |     |                 | Earls Court Exhibition Centre, London Nézőszám: 13 500 Játékvezető: Simone Santi (ITA), Brian McDougall (GBR) |

| 2012. augusztus 5. 20:00 (21:00) | Egyesült Államok (USA)            | 3–0 | Törökország (TUR) | Earls Court Exhibition Centre, London Nézőszám: 12 000 Játékvezető: Susana Rodriguez (ESP), Ibrahim Al-Naama (QAT) |
| 2012. augusztus 5. 20:00 (21:00) | (27–25, 25–16, 25–19) Jegyzőkönyv |     |                   | Earls Court Exhibition Centre, London Nézőszám: 12 000 Játékvezető: Susana Rodriguez (ESP), Ibrahim Al-Naama (QAT) |

| Csapat            | Helyezés |
| ----------------- | -------- |
| Törökország (TUR) | 9.       |

## Sportlövészet
Férfi
| Versenyző     | Versenyszám    | Selejtező | Selejtező | Döntő   | Döntő    |
| Versenyző     | Versenyszám    | Pont      | Helyezés  | Pont    | Helyezés |
| ------------- | -------------- | --------- | --------- | ------- | -------- |
| İsmail Keleş  | Légpisztoly    | 575       | 24.       | kiesett | kiesett  |
| İsmail Keleş  | Szabadpisztoly | 559       | 12.       | kiesett | kiesett  |
| Yusuf Dikeç   | Szabadpisztoly | 559       | 13.       | kiesett | kiesett  |
| Yusuf Dikeç   | Légpisztoly    | 575       | 27.       | kiesett | kiesett  |
| Oğuzhan Tüzün | Trap           | 117       | 24.       | kiesett | kiesett  |

Női
| Versenyző      | Versenyszám | Selejtező | Selejtező | Döntő   | Döntő    |
| Versenyző      | Versenyszám | Pont      | Helyezés  | Pont    | Helyezés |
| -------------- | ----------- | --------- | --------- | ------- | -------- |
| Nihan Kantarcı | Trap        | 66        | 13.       | kiesett | kiesett  |
| Çiğdem Özyaman | Skeet       | 63        | 13.       | kiesett | kiesett  |

## Súlyemelés
Férfi
| Versenyző      | Versenyszám | Szakítás | Szakítás | Lökés    | Lökés    | Összesen | Helyezés |
| Versenyző      | Versenyszám | Eredmény | Helyezés | Eredmény | Helyezés | Összesen | Helyezés |
| -------------- | ----------- | -------- | -------- | -------- | -------- | -------- | -------- |
| Hurşit Atak    | 62 kg       | 130      | 8.       | 172      | 4.       | 302      | 5.       |
| Erol Bilgin    | 62 kg       | 135      | 6.       | 165      | 7.       | 300      | 8.       |
| Mete Binay     | 69 kg       | 150      |          | 175      |          | 325      | Kizárva  |
| Bünyamin Sezer | 69 kg       | 130      | 17.      | 145      | 18.      | 275      | 18.      |
| Nezir Sagir    | 85 kg       | 140      | 15.      | 175      | 16.      | 315      | 16.      |

Női
| Versenyző       | Versenyszám | Szakítás | Szakítás | Lökés                    | Lökés                    | Összesen | Helyezés |
| Versenyző       | Versenyszám | Eredmény | Helyezés | Eredmény                 | Helyezés                 | Összesen | Helyezés |
| --------------- | ----------- | -------- | -------- | ------------------------ | ------------------------ | -------- | -------- |
| Nurdan Karagöz  | 48 kg       | 83       | 3.       | 104                      | 5.                       | 187      | 5.       |
| Aylin Daşdelen  | 53 kg       | 91       | 6.       | érvényes kísérlet nélkül | érvényes kísérlet nélkül | kiesett  | kiesett  |
| Bediha Tunadağı | 58 kg       | 87       | 16.      | 107                      | 14.                      | 194      | 15.      |
| Sibel Şimşek    | 63 kg       | 105      | 3.       | 130                      | 4.                       | 235      | 4.       |

## Taekwondo
Férfi
| Versenyző       | Versenyszám | Nyolcaddöntő                        | Negyeddöntő                   | Elődöntő                   | Vigaszág elődöntő | Bronz- mérkőzés           | Döntő                                | Helyezés |
| Versenyző       | Versenyszám | Ellenfél Eredmény                   | Ellenfél Eredmény             | Ellenfél Eredmény          | Ellenfél Eredmény | Ellenfél Eredmény         | Ellenfél Eredmény                    | Helyezés |
| --------------- | ----------- | ----------------------------------- | ----------------------------- | -------------------------- | ----------------- | ------------------------- | ------------------------------------ | -------- |
| Servet Tazegül  | Pehelysúly  | Terrence Jennings (USA) · 8–6       | Hrihorij Huszarov (UKR) · 9–2 | Martin Stamper (GBR) · 9–6 |                   |                           | Mohammad Bagheri Motamed (IRI) · 6–5 |          |
| Bahri Tanrıkulu | Nehézsúly   | Aléxandrosz Nikolaídisz (GRE) · 7–3 | Csha Dongmin (KOR) · 4–1      | Anthony Obame (GAB) · 2–3  |                   | Liu Hsziao-po (CHN) · 2–3 |                                      | 5.       |

Női
| Versenyző | Versenyszám | Nyolcaddöntő                  | Negyeddöntő                 | Elődöntő                  | Vigaszág elődöntő | Bronz- mérkőzés   | Döntő                        | Helyezés |
| Versenyző | Versenyszám | Ellenfél Eredmény             | Ellenfél Eredmény           | Ellenfél Eredmény         | Ellenfél Eredmény | Ellenfél Eredmény | Ellenfél Eredmény            | Helyezés |
| --------- | ----------- | ----------------------------- | --------------------------- | ------------------------- | ----------------- | ----------------- | ---------------------------- | -------- |
| Nur Tatar | Váltósúly   | Andrea St Bernard (GRN) · 5–1 | Paige McPherson (USA) · 6–1 | Carmen Marton (AUS) · 6–0 |                   |                   | Hvang Gjongszon (KOR) · 5–12 |          |

## Tollaslabda
| Versenyző      | Versenyszám | Csoportkör                                                                             | Csoportkör | Nyolcaddöntő      | Negyeddöntő       | Elődöntő          | Bronz- mérkőzés   | Döntő             | Helyezés |
| Versenyző      | Versenyszám | Ellenfél Eredmény                                                                      | Hely.      | Ellenfél Eredmény | Ellenfél Eredmény | Ellenfél Eredmény | Ellenfél Eredmény | Ellenfél Eredmény | Helyezés |
| -------------- | ----------- | -------------------------------------------------------------------------------------- | ---------- | ----------------- | ----------------- | ----------------- | ----------------- | ----------------- | -------- |
| Neslihan Yiğit | Női egyes   | C csoport · Simone Prutsch (AUT) · 21–18, 21–10 · Cheng Shao-chieh (TPE) · 10–21, 6–21 | 2.         | kiesett           | kiesett           | kiesett           | kiesett           | kiesett           | 17.      |

## Torna
Női
| Versenyző   | Versenyszám | Selejtező | Selejtező | Döntő    | Döntő    |
| Versenyző   | Versenyszám | Pontszám  | Helyezés  | Pontszám | Helyezés |
| ----------- | ----------- | --------- | --------- | -------- | -------- |
| Göksu Üçtaş | Gerenda     | 11,333    | 77.       | kiesett  | kiesett  |

## Úszás
Férfi
| Versenyző         | Versenyszám  | Előfutam | Előfutam | Előfutam | Elődöntő | Elődöntő | Elődöntő | Döntő   | Döntő    |
| Versenyző         | Versenyszám  | Idő      | Hely.    | Össz.    | Idő      | Hely.    | Össz.    | Idő     | Helyezés |
| ----------------- | ------------ | -------- | -------- | -------- | -------- | -------- | -------- | ------- | -------- |
| Kemal Arda Gürdal | 100 m gyors  | 49,71    | 1.       | 27.      | kiesett  | kiesett  | kiesett  | kiesett | kiesett  |
| Ediz Yıldırımer   | 1500 m gyors | 15:29,97 | 4.       | 26.      |          |          |          | kiesett | kiesett  |
| Derya Büyükuncu   | 200 m hát    | 2:01,68  | 1.       | 33.      | kiesett  | kiesett  | kiesett  | kiesett | kiesett  |

Női
| Versenyző       | Versenyszám | Előfutam | Előfutam | Előfutam | Elődöntő | Elődöntő | Elődöntő | Döntő   | Döntő    |
| Versenyző       | Versenyszám | Idő      | Hely.    | Össz.    | Idő      | Hely.    | Össz.    | Idő     | Helyezés |
| --------------- | ----------- | -------- | -------- | -------- | -------- | -------- | -------- | ------- | -------- |
| Burcu Dolunay   | 50 m gyors  | 25,72    | 7.       | 34.      | kiesett  | kiesett  | kiesett  | kiesett | kiesett  |
| Burcu Dolunay   | 100 m gyors | 55,35    | 1.       | 22.      | kiesett  | kiesett  | kiesett  | kiesett | kiesett  |
| Hazal Sarıkaya  | 100 m hát   | 1:04,80  | 8.       | 40.      | kiesett  | kiesett  | kiesett  | kiesett | kiesett  |
| Dilara Günaydin | 100 m mell  | 1:09,43  | 6.       | 29.      | kiesett  | kiesett  | kiesett  | kiesett | kiesett  |
| Dilara Günaydin | 200 m mell  | 2:30,64  | 4.       | 30.      | kiesett  | kiesett  | kiesett  | kiesett | kiesett  |

## Vitorlázás
Férfi
| Versenyző              | Versenyszám    | Futam | Futam | Futam | Futam | Futam  | Futam | Futam | Futam | Futam | Futam | Futam   | Pontszám | Helyezés |
| Versenyző              | Versenyszám    | 1     | 2     | 3     | 4     | 5      | 6     | 7     | 8     | 9     | 10    | É       | Pontszám | Helyezés |
| ---------------------- | -------------- | ----- | ----- | ----- | ----- | ------ | ----- | ----- | ----- | ----- | ----- | ------- | -------- | -------- |
| Mustafa Çakır          | Laser          | 43    | 29    | 41    | (50*) | 37     | 35    | 44    | 19    | 50*   | 27    | kiesett | 325      | 39.      |
| Deniz Çınar Ateş Çınar | 470-es osztály | 18    | 14    | 18    | 18    | (25**) | 14    | 11    | 22    | 16    | 20    | kiesett | 154      | 18.      |
| Alican Kaynar          | Finn dingi     | 10    | 23    | (26)  | 18    | 22     | 21    | 23    | 16    | 19    | 26    | kiesett | 178      | 24.      |

Női
| Versenyző            | Versenyszám  | Futam | Futam | Futam | Futam | Futam | Futam | Futam | Futam | Futam  | Futam | Futam   | Pontszám | Helyezés |
| Versenyző            | Versenyszám  | 1     | 2     | 3     | 4     | 5     | 6     | 7     | 8     | 9      | 10    | É       | Pontszám | Helyezés |
| -------------------- | ------------ | ----- | ----- | ----- | ----- | ----- | ----- | ----- | ----- | ------ | ----- | ------- | -------- | -------- |
| Nazlı Çağla Dönertaş | Laser radial | 19    | 35    | 16    | 30    | 22    | 38    | 20    | 32    | (42**) | 20    | kiesett | 232      | 29.      |

* - nem ért célba

** - kizárták